# 大沢さやか
大沢 さやか（おおさわ さやか、1973年〈昭和48年〉11月14日 - ）は、日本の女優、声優。本名：栗原 健（くりはら さやか／旧姓・大沢）。千葉県我孫子市出身。身長は161cm、血液型はA型。所属事務所は東宝芸能。夫は栗田貫一。趣味・特技は音楽鑑賞、ピアノ、水泳。

## 略歴
和洋国府台女子高校在学中の1991年に第3回東宝「シンデレラ」オーディションで審査員特別賞を受賞し、17歳で東宝芸能に所属。受賞時の表記が本名の大沢 健（）だったため、同じ表記の大沢健と混同されるが、別人である。厳しい高校であったため、卒業までの間はレッスンのみを行っていた。
1992年12月12日公開の正月映画『ゴジラvsモスラ』（東宝）で今村恵子と共にインファント島民の小美人「コスモス」役でデビュー。芸能活動と並行して和洋女子短期大学国文科を1994年に卒業。
2004年3月3日に栗田貫一と結婚。テレビ・映画・舞台と幅広く活動。

## 人物・エピソード
デビュー前は怪獣などには詳しくなかったため、デビュー作がゴジラ映画と聞いて悲観し、自身がモスラの中に入るのではないかと誤解していた。しかし、台本を読んで面白い役だと感じ、小美人の名前に「美人」と入っていることにも気を良くしたという。ともにレッスンを受けていた今村と一緒であったことの安心感もあり、ブルーバックやワイヤーアクションなど初めての経験も楽しかったという。撮影中は自身の出演シーンがイメージできずにいたが、完成作品を観て映画の凄さを感じたと述べている。
『ゴジラvsデストロイア』で共演した林泰文は、大沢について明るくテンションが高い人物であったと証言している。
6歳下の弟がいることから子供の世話を好んでおり、子役とも親しくしていた。

## 出演

### 映画
- ゴジラシリーズ（東宝）
  - ゴジラvsモスラ（1992年） - コスモス[8][3]
  - ゴジラvsメカゴジラ（1993年） - 精神開発センター研究生[9]（精神開発センター職員[3]）
  - ゴジラvsスペースゴジラ（1994年） - コスモス[10][3]
  - ゴジラvsデストロイア（1995年） - 小沢芽留[11][3]
- 八つ墓村（1995年、東宝） - お島
- わが心の銀河鉄道 宮沢賢治物語（1995年、東映）
- 鉄道員（ぽっぽや）（1999年、東映） - 杉浦由美
- 五日市物語（2011年、あきる野市）

### テレビドラマ
- はだかの刑事（1993年、日本テレビ系） - 小百合 役
- 愛してるよ!（1993年、テレビ朝日系） - 神崎由加 役
- はぐれ刑事純情派（テレビ朝日系）
  - 第7シリーズ 第24話「靴紐の謎 女新聞記者の執念」（1994年9月14日）- 村田真理 役
  - 第16シリーズ 第3話「赤ちゃんが消えた!? 人殺しと呼ばれた父」（2003年4月16日） - 牧野奈津 役
- 重甲ビーファイター第25話「美しき逃亡者!!」（1995年、テレビ朝日系） - ラーラ 役
- パパは保母さん（1995年、TBS系）
- 魔の季節（1995年、TBS系）
- 外科医柊又三郎2（1996年、テレビ朝日系）
- ひまわり（1996年、NHK朝の連続テレビ小説） - 佐々木舞子 役
- 名奉行 遠山の金さんシリーズ（ANB）
  - 遠山の金さんVS女ねずみ　第9話「密室の死美人・謎の出合茶屋」（1997年4月19日）- お袖 役
  - 金さんVS女ねずみ 第3話「不倫! 顔のない誘拐犯」（1998年4月25日、ANB）- たき 役
- 名探偵保健室のオバさん 第6話「バレンタインに死を!?謎のクッキー殺人!!」（1997年、朝日放送系）
- せいぎのみかた（1997年、よみうりテレビ制作・日本テレビ系） - 平田真由美 役
- はるちゃん2（1998年、東海テレビ制作・フジテレビ系）
- 土曜ワイド劇場（テレビ朝日系）
  - 狙われた密会航路（1999年10月30日）- 藤井ミオ 役
  - 京都南署鑑識ファイル 第1作「日舞家元殺人事件 川は見ていた！」（2005年10月29日） - 二条美晴 役
  - 炎の警備隊長・五十嵐杜夫⑦（2008年11月1日） - 池澤淳子 役
- ラーメン屋源ちゃんの人情事件簿（2000年、TBS系 月曜ドラマスペシャル）
- 弁護士・高林鮎子29「フレッシュひたち17号の偽証」（2001年11月20日、日本テレビ系 火曜サスペンス劇場）- 石井千春 役
- 水戸黄門 第31部 第2話「ご老公、最初の難所は箱根山 -箱根-」（2002年10月21日、TBS系）- 志乃 役
- 渡る世間は鬼ばかり 第6シリーズ（2002年、TBS系） - バー「くるみ」のママ・里美 役
- お見合い放浪記（2002年、NHK）
- 幸せ咲いた〜結婚相談所物語〜（2003年、東海テレビ制作・フジテレビ系）- 塩見由美 役
- 冗談でしょッ!離婚予定日（2004年、中部日本放送制作・TBS系 ドラマ30）- 木下霧子 役
- 事件記者 浦上伸介3（2004年） - 桑名晴江 役
- 水曜ミステリー9（テレビ東京系）
  - 多摩南署たたき上げ刑事・近松丙吉6「仰角の写真」（2006年10月4日） - 木村悠子 役
  - 農家の嫁は弁護士!神谷純子のふるさと事件簿4（2009年2月18日） - 太田麻衣子 役
- 保育士探偵危機百発!（2006年6月6日、日本テレビ系 DRAMA COMPLEX） - 安原美香 役
- 火曜ドラマゴールド（日本テレビ系）
  - 塀の中の懲りない女たち2（2006年12月19日）
  - 監察医・室生亜季子 最後の解剖（2007年3月27日） - 東野かよ 役
- 財務捜査官 雨宮瑠璃子3（2007年2月26日、TBS系 月曜ゴールデン） - 戸川ひかり 役
- 警視庁捜査一課9係 第2シリーズ 最終話（2007年6月20日、テレビ朝日系） - 小柳美華 役
- 山村美紗サスペンス 赤い霊柩車25（2010年、フジテレビ系 金曜プレステージ）
- 推理作家・池加代子1（2012年5月18日）- 伊野又沙恵 役
- 黒の斜面（2016年1月24日、テレビ朝日系 ドラマスペシャル） - 清水の妻 役

### テレビアニメ
- ルパン三世 princess of the breeze 〜隠された空中都市〜（2013年、日本テレビ系） - ママ

### 舞台
- 暴れん坊将軍
- 赤ひげ
- ちょっといいかな、女たち
- 虹の橋
- 杉良太郎公演
- 喜劇・ああ離婚
- 野獣郎見参

## 受賞歴
- 第16回日本アカデミー賞新人賞（1993年）